# Massacre des puits de Guerry
Le massacre des puits de Guerry est la mise à mort de 36 Juifs commises par la Milice française en juillet et août 1944 au lieu-dit Guerry à Savigny-en-Septaine, dans le sud-est du département du Cher. C'est l'un des plus importants massacres ayant eu lieu en France sous l'Occupation, après ceux d'Argenton-sur-Creuse, de Maillé ou d'Oradour-sur-Glane.

## Historique
Des exactions sont commises par la Milice française sur tout le territoire, en représailles de l'exécution du collaborateur Philippe Henriot le 28 juin 1944 par un commando de la Résistance. Un groupe de miliciens dirigés par Joseph Lécussan et la Gestapo, soutenus par la Propagandastaffel, au sein de laquelle Pierre de Varga semble être infiltré par la Résistance, arrêtent dans la nuit du 21 au 22 juillet 1944 et transportent à Bourges, dans la prison du Bordiot, 70 personnes. Ces dernières représentent la quasi-totalité de la communauté juive de Saint-Amand-Montrond. Il s'agit pour la plupart d'Alsaciens-Lorrains, réfugiés depuis l'automne 1939 à Saint-Amand, sous-préfecture du département du Cher, et dans ses environs, cette partie du département du Cher étant en zone non occupée. Ils y ont vécu pendant cinq ans dans une relative sécurité. 
Sur trois jours, 36 de ces personnes, hommes et femmes de 16 à 85 ans, sont tués sur le site des puits de Guerry,, :
- Le 24 juillet 1944, 26 hommes sont entassés dans une camionnette qui les conduit à une ferme au lieu-dit Guerry, dans la commune de Savigny-en-Septaine. Les hommes sont appelés à sortir de la camionnette par groupes de 6. Ils sont jetés, vivants pour la plupart, dans l'un des puits très profonds de la ferme. Un des prisonniers, Charles Krameisen, réussit à s'enfuir ; il court jusqu'à la ferme de la famille Guillaumin où il reste caché dans la grange trois jours, avant de repartir vers Saint-Just, à 13 km, aidé par Monsieur Guillaumin et Monsieur Mathurin, le boucher du village qui dans sa camionnette, le fera passer en zone libre[5].
- Le 26 juillet 1944, 3 hommes sont assassinés, de manière semblable, dans un second puits de la ferme.
- Le 8 août 1944, 8 femmes subissent le même sort, certaines portant des traces de violence sadique[6].

Dans les trois cas, les assassins jettent des sacs de ciment et des grosses pierres sur les corps pour les écraser et masquer leur présence.
Après la Libération, le témoignage du seul survivant, Charles Krameisen, permet de retrouver le lieu du drame et les corps des victimes, identifiées le 18 octobre 1944.

## Liste des victimes

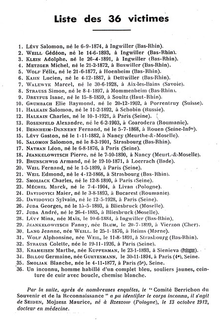

Les victimes par ordre alphabétique et chronologique :
- 24 juillet 1944 :
  - Bernheim-Dennery, Fernand ou Bernheim, Fernand[9], né le 5 juillet 1868 à Rouen (Seine-Inférieure) (76 ans)
  - Brunschwig, Armand, né le 19 octobre 1871 à Lorrach[9] (Bade, Allemagne) (72 ans)
  - Davidovici, Maier, né le 3 août 1893 à Bucarest (Roumanie) (51 ans)
  - Davidovici, Sylvain, né le 12 mai 1928 à Paris (16 ans)
  - Dreyfuss, Isaac, né le 15 août 1859 à Soultz (Haut-Rhin) (85 ans)
  - Grumbach, Élie, Raymond, né le 20 décembre 1902 à Porrentruy (Suisse) (41 ans)
  - Halkain, Salomon, né le 8 mars 1901 ou le 11 février 1892[9] à Schobin (Russie) (52 ans)
  - Halkain, Charles, né le 10 janvier 1921 à Paris (23 ans)[note 1]
  - Jeankelowitsch Pierre ou Jankelowitsch[9], Pierre, né le 7 octobre 1890 à Nancy (Meurthe-et-Moselle) (53 ans)
  - Kahn, Lucien, né le 4 décembre 1887 à Dettwiller (Bas-Rhin) (56 ans)
  - Klein, Adolphe, né le 26 avril 1891 ou le 24 avril 1891[9] à Ingwiller (Bas-Rhin) (53 ans)
  - Lévy, Gaston, né le 1er novembre 1882 à Nancy (Meurthe-et-Moselle)[note 2]
  - Lévy, Salomon, né le 6 septembre 1874 à Ingwiller (Bas-Rhin) (69 ans)
  - Méchel, Marck[10] ou Mechel, Marc[9], né le 7 avril 1904 à Livan (Pologne) (40 ans)
  - Metzger, Michel, né le 21 février 1872 à Buswiller (Bas-Rhin) ou Ingwiller (Bas-Rhin)[9] (72 ans)
  - Nathan, Léon, né le 6 août 1876 à Paris (68 ans)
  - Rosenfeld, Alexandre, né le 6 février 1903 à Coarodera (Roumanie) (41 ans)
  - Salomon, Salomon, né le 8 mars 1901 à Strasbourg (Bas-Rhin) (43 ans)
  - Smoliack, Charles, né le 12 août 1890 à Paris (53 ans)
  - Strauss, Simon, né le 8 avril 1897 à Mommenheim (Bas-Rhin) (47 ans)
  - Walewyk, Marcel ou Walewik, Marcel[9], né le 30 juin 1928 à Aix-les-Bains (Savoie) (16 ans)
  - Weill, Edmond, né le 4 décembre 1868 à Strasbourg (Bas-Rhin) (75 ans)
  - Weill, Fernand, né le 1er mai 1899 à Paris (45 ans)
  - Weill, Gédéon, né le 14 juin 1893 à Ingwiller (Bas-Rhin) (51 ans)
  - Wolf, Félix, né le 21 juin 1877 à Hoenheim (Bas-Rhin) (67 ans)
- 26 juillet 1944 :
  - Juda, André, né le 26 avril 1885 à Bliesbruck (Moselle) (59 ans)
  - Seïden, Mojzesz Maurice ou Seiden, Mojzesz[9], né le 13 octobre 1912 à Rzeszow (Pologne) (31 ans)[note 3]
  - Juda, Georges, né le 15 mai 1893 à Bliesbruck (Moselle) (51 ans)[11]
- 8 août 1944 :
  - Billou, Germaine (née Guetesmann), née le 30 novembre 1894 dans le 4e arrondissement de Paris (49 ans)
  - Jeankelowitsch, Fanny ou Jankelowitsch[9], Fanny (née Blum), le 20 juillet 1899 à Vierzon (Cher) (45 ans)
  - Krameisen, Marthe (née Kupferman), née le 23 janvier 1893 à Sieniawa (Pologne)[12],[13] (51 ans)
  - Lang, Jeanne (née Weill), née le 25 janvier 1876 à Reims (Marne) (68 ans)
  - Lévy, Mina (née Maïs), née le 18 juin 1884 ou le 10 juin 1884[9] à Ingwiller (Bas-Rhin) (60 ans)
  - Smoliack, Blanche, née le 4 novembre 1877 dans le 5e arrondissement de Paris (66 ans)
  - Strauss, Colette, née le 19 novembre 1926 à Paris (16 ans)
  - Wolf, Alphonsine, (née Weill), née le 11 août 1891 à Strasbourg (Bas-Rhin) (53 ans)

## Jugement des crimes

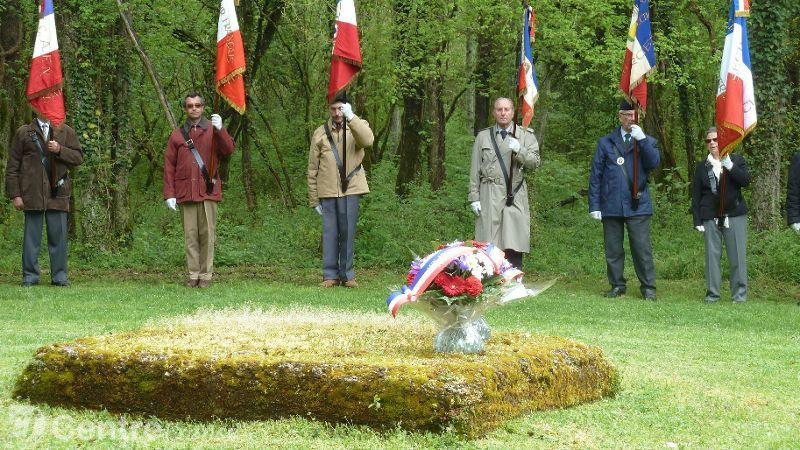
Cérémonie commémorative aux puits de Guerry

La tragédie des puits de Guerry peut être considérée comme un épisode de la Shoah en France et un exemple parmi des centaines qui témoignent de l'atrocité du génocide des Juifs entrepris par les nazis en France avec l'aide de milices françaises.
Un des responsables du massacre est Pierre Paoli, agent français naturalisé allemand du SIPO-SD de Bourges (sous les ordres de Erich Hassé), est condamné à mort et exécuté le 15 juin 1946 à Bourges.                      
Mais le massacre est ordonné par Friedrich Merdsche (de) dit Fritz, Kommandeur (Kommandeur der Sicherheitspolizei und des SD : KdS) de la SIPO-SD d'Orléans qui est installé au no 20, rue Alsace-Lorraine. Pour cacher ces crimes contre l'humanité, cet ordre est secret. Considéré comme responsable de la déportation de près de mille deux cents personnes, il est condamné deux fois à mort par contumace en France. Les tentatives pour obtenir qu'il soit rejugé en Allemagne n'ont jamais abouti. Il est décédé en juin 1985 à son domicile en Allemagne.
Joseph Lécussan, chef local de la Milice, est responsable aussi du massacre. Il est jugé et condamné à mort à Lyon le 25 septembre 1946 et passé par les armes le 13 décembre suivant.
Lécussan a été assisté de Roger Thevenot, chef départemental de la Milice pour la zone nord du Cher, qui sera abattu de 4 coups de revolver par un homme à bicyclette à l'angle de la rue Calvin et du boulevard de la République le 8 août 1944.

## Hommage aux victimes du nazisme et des collaborationnistes français
Encore aujourd'hui, un hommage est rendu aux victimes de cette tragédie par des commémorations,.